# أكرم أبو حصيرة
أكرم أبو حصيرة (1945-2023) هو طبيب فلسطيني، واستشاري في الطب الباطني، ونائب مدير مجمع الشفاء الطبي. اغتيل في 21 ديسمبر 2023 برفقة زوجته، يوم الخميس بعدما أخرجتهما القوات الإسرائيلية من منزلهما في شارع اليرموك بمدينة غزة، وأطلق الجنود الرصاص عليهما، وتركهما ينزفان حتى الموت، قبل حرق منزلهما وذلك خلال الرد على عملية طوفان الأقصى.